# 德江县
德江县是中华人民共和国贵州省铜仁市下属的一个县。与之接壤的县市有：东边印江县，南边思南县，西边凤冈县，北边务川仡佬族苗族自治县、沿河土家族自治县。
德江縣曾是貴州土家族比例最高的縣級單位，曾於上世紀80年代中後期積極申請改為“德江土家族自治縣”，但未獲批准。

## 地名由来
《黔诗纪略》卷3《德江晚渡》诗注称：“德江，一称水德江，即乌江之下流。……明人诗文多省称德江。”《地学杂志》1914年第7、8号载《拟改各省重复县名呈文并批》：德江县“以境内德江河为名”。

## 行政区划
德江县下辖3个街道办事处、11个镇、8个民族乡：
青龙街道、玉水街道、安化街道、煎茶镇、潮砥镇、枫香溪镇、稳坪镇、复兴镇、合兴镇、高山镇、泉口镇、长堡镇、共和镇、平原镇、荆角土家族乡、堰塘土家族乡、龙泉土家族乡、钱家土家族乡、沙溪土家族乡、楠杆土家族乡、长丰土家族乡和桶井土家族乡。

## 交通
- 326国道、 352国道过境。